# Lago de Ribereta de Arriba
El lago de Ribereta de Arriba (en occitano estanh de Ribereta de Naut) es un lago de origen glaciar situado a 2320 m s. n. m., en el municipio de Alto Arán, en la comarca del Valle de Arán (Lérida, España). 
El lago de Ribereta de Arriba tiene una superficie de 2,4 ha, situado en el Circo de Colomers está rodeado por picos como el Tuc de Ribereta (2675 m) o el Tuc de Saslòsses (2530 m), cerca del mismo se encuentra el lago de Ribereta de Abajo a 2280 m. 
El lago de Ribereta de Arriba está situado en la cabecera del río Rencules, afluente del río Valarties.